# Ella Nollová
Ella Nollová (ur. 7 lipca 1884 w miejscowości Královské Vinohrady, zm. 14 czerwca 1959 w Pradze) – czeska aktorka filmowa i teatralna. 

## Wybrane role filmowe
- 1921: Košile šťastného člověka – kochanka żołnierza
- 1926: Dobry wojak Szwejk (Dobrý voják Švejk) – służąca z psem / rosyjska ziemianka
- 1931: Chłopcy z rezerwy (Muži v offsidu) – żona Šefelína
- 1933: Rewizor (Revizor) – żona podoficera
- 1937: Kobieta pod krzyżem (Žena pod křížem) – Tekla
- 1939: Droga do głębi duszy studenckiej (Cesta do hlubin študákovy duše) – matka Kulíka
- 1939: Szaleństwa Ewy (Eva tropí hlouposti) – Klotylda
- 1940: Baron Prášil – Marie Bendova
- 1941: Ukochany (Roztomilý člověk) – babcia Hašková
- 1941: Hotel Błękitna Gwiazda (Hotel Modrá hvězda) – złodziejka w hotelu „Błękitna Gwiazda”
- 1942: Miasteczko na dłoni (Městečko na dlani) – żona rzeźnika
- 1943: Czternasty u stołu (Čtrnáctý u stolu) – babcia Hedvika
- 1946: 13 komisariat (13. revír) – matka Klouzanda
- 1947: Skrzypce i sen (Housle a sen) – matka Slavíka
- 1948: Pocałunek na stadionie (Polibek ze stadionu) – gospodyni Oldřicha Janoty
- 1949: Milcząca barykada (Němá barikáda) – kobieta z dzieckiem
- 1951: Dziewczyna i traktor (Cesta ke štěstí) – Tomešová, matka Vlasty

## Źródła
- Ella Nollová w bazie IMDb (ang.)
- Ella Nollová w bazie Filmweb
- Ella Nollová w bazie Kinobox.cz (cz.)
- Ella Nollová. w bazie ČSFD.cz. (cz.).
- Ella Nollová. w bazie FDb.cz. (cz.).